# King Moody
Robert "King" Moody, född 6 december 1929 i New York, död 7 februari 2001, var en amerikansk skådespelare.

## Filmografi i urval
- Teenagers from Outer Space (1959)
- Smart (TV-serie, 1965-1969)
- 1966 – Alltid på en onsdag
- Bröderna Cartwright (TV-serie)